# Rolf Rønne
Rolf Rønne (født 1. april 1926 i Gudhjem, død 29. december 1997) var en dansk filmfotograf, der stod bag kameraet i omkring 90 film i perioden 1948-1987, særligt dokumentarfilm, men også spillefilm, heriblandt en række sengekants- og stjernetegnsfilm.
Rønne lærte at fotografere hos sin far på Bornholm. Senere kom han til hovedstaden og var blandt andet pressefotograf på Berlingske Tidende, inden han for alvor blev filmfotograf. Han var fotograf på et par dokumentarfilm om bornholmske emner og desuden på flere film optaget på eksotiske steder.

## Filmografi
Der er tale om dokumentarfilm med mindre andet er nævnt.
- Hvor vejene mødes (1948)
- Bondegården (1949)
- Grundlovens 100-års jubilæum (1949)
- Diakonisse (1950)
- Cement (1950)
- Hanen, der ikke ville gale (kortfilm, 1950)
- Alle mine skibe (1951)
- Civilforsvaret (1951)
- Signalet (1951)
- Omstigning til fremtiden (1952)
- Mange skove små (1952)
- På vej mod et job (1953)
- Dukkestuen (1953)
- Grundlovsforslaget (1953)
- Er De med? (1954)
- Havets husmænd (1954)
- Hvad skal jeg være? (1955)
- Boligvirke i 10 år (kortfilm, 1955)
- Den store flåde (1955)
- Det forvandlede landbrug (1956)
- X-Rays in obstetrics (1956)
- B & W Alpha (1956)
- Vand fra Eufrat (1956)
- Karen Blixen på Rungstedlund (1957)
- Vilhelm Buhl (1957)
- Johannes Larsen (1957)
- What makes them run? (1958)
- Simba (1958)
- I kø foran livet (1958)
- Bare en pige (1959)
- Et sted at være (1960)
- Vejen til Sartano (1960)
- Enden på legen (1960)
- Døgnrapport (1961)
- Bag de ens facader (1961)
- Den hvide hingst (spillefilm, 1961)
- Dit navn er kvinde (1961)
- Et landbrug i tidehverv (1963)
- Til husbehov (1963)
- En ny virkelighed (1963)
- Mr. Costumer (1964)
- Når enden er go' (spillefilm, 1964)
- Måske i morgen (spillefilm, 1964)
- Mord for åbent tæppe (spillefilm, 1964)
- Vikingeskibene i Roskilde Fjord (1964)
- Oluf Høst - en maler og hans miljø (1964)
- En dansk ambassade (1965)
- Sommerkrig (kortfilm, 1965)
- Ballerina (tv-film, 1966)
- Tronfølgerens forlovelse (1966)
- Søskende (spillefilm, 1966)
- Verdens mindste artister (1966)
- Sisimiut (1966)
- Med Tronfølgeren i Latin-Amerika (1966)
- 17 minutter Grønland (1967)
- Huse (1967)
- Ulandsfrivillig (1967)
- Prinsesse Margrethes bryllup (1967)
- Fest i gaden (1967)
- Hemmelig sommer (tv-serie, 1968)
- Glæden er jordens gæst i dag! (1968)
- Grænsebyen Flensborg (1968)
- Det kære legetøj (1968)
- På sporet af mosefolket (1969)
- Ekko af nogens stemme (eksperimentalfilm, 1969)
- Sejlads (1969)
- Havet omkring Danmark (1970)
- Amour (spillefilm, 1970)
- Mælk - det er mig (kortfilm, 1971)
- 100.000 stumper vikingeskibe (1971)
- Tandlæge på sengekanten (spillefilm, 1971)
- Med kærlig hilsen (spillefilm, 1971)
- Takt og tone i himmelsengen (spillefilm, 1972)
- Revykøbing kalder (1973)
- Danmark 1974 (1974)
- Den kyske levemand (spillefilm, 1974)
- I Tyrens tegn (spillefilm, 1974)
- Hendes verden (1975)
- I Tvillingernes tegn (spillefilm, 1975)
- En typisk landmand (1976)
- Monarki og demokrati (1976)
- I Løvens tegn (spillefilm, 1976)
- En forårsdag i helvede (1977)
- I Skorpionens tegn (spillefilm, 1977)
- Alt på et bræt (spillefilm, 1977)
- Carl Nielsen 1865-1931 (1978)
- I Skyttens tegn (spillefilm, 1978)
- Danmark - Dit og mit (1982)
- Tidlig indsats - jo før jo bedre - filmen om Jesper (1983)
- Tidlig indsats lønner sig - filmen om Tore (1984)
- Russerne på Bornholm (1987)
- Boligvirke i 10 år